# Kakadu Nemzeti Park
Ausztrália északi részén található a Kakadu Nemzeti Park, melyet teljes egészében 1992-ben vettek fel a világörökség listájára. A tengerparton fekvő, trópusi éghajlatú területet mangrove-erdők borítják, ahol találkozik a tengeri és a szárazföldi ökoszisztéma. A nemzeti parkban krokodilok, kenguruk, dingók és kakaduk élnek paradicsomi körülmények között.
Ausztráliának az északi részén, Arnhem-föld közelében található a vidék legnagyobb települése Darwin, amely az Északi terület fővárosa és jelentős nemzetközi kikötő. Darwintól keleti irányban, 220 kilométerre hozták létre 1979. április 5-én a Kakadu Nemzeti Parkot, amelyet három részletben 1981-ben, 1987-ben és 1992-ben fokozatosan vettek fel a világörökség listájára. A park 1600-nál is több növényfajjal, 300 madárfajjal és 5000 ismert, az ausztrál őslakosok által készített sziklafestménnyel büszkélkedhet.

## Éghajlat
A térség éghajlata jellegzetesen trópusi, száraz és esős évszakok váltják egymást. A száraz évszakban a páratartalom minimális, az átlaghőmérséklet kb. 25 °C. Januárban azonban eléri a 35 °C-ot is. A csapadék mennyisége nagyon változó, az esős évszakban általában meghaladja az 1300 mm-t.

## Növényzet
A partvidék legnagyobb része meglehetősen alacsonyan fekszik. Ennek és a kedvező éghajlati viszonyoknak köszönhetően az East Alligator folyó torkolatvidékén csodálatos mangroveerdők maradtak fenn. A folyó és hasonló nevű testvére, a South Alligator medencéi alkotják a park legnagyobb kiterjedésű területét. Az uralkodó növényzetet a Salicornia-félék, azaz sziksófüvek és tengerparti erdők alkotják. Jellegzetes növényei a cikászok, melyek akár 2500 évig is elélnek.

## Állatvilág
A füves területeken láthatunk fehérhasú rétisasokat, feketenyakú gólyákat és hasadtujjú ludakat, míg a mangrove-mocsarakban rengeteg a  sósvízi krokodil.

## Őslakos sziklarajzok

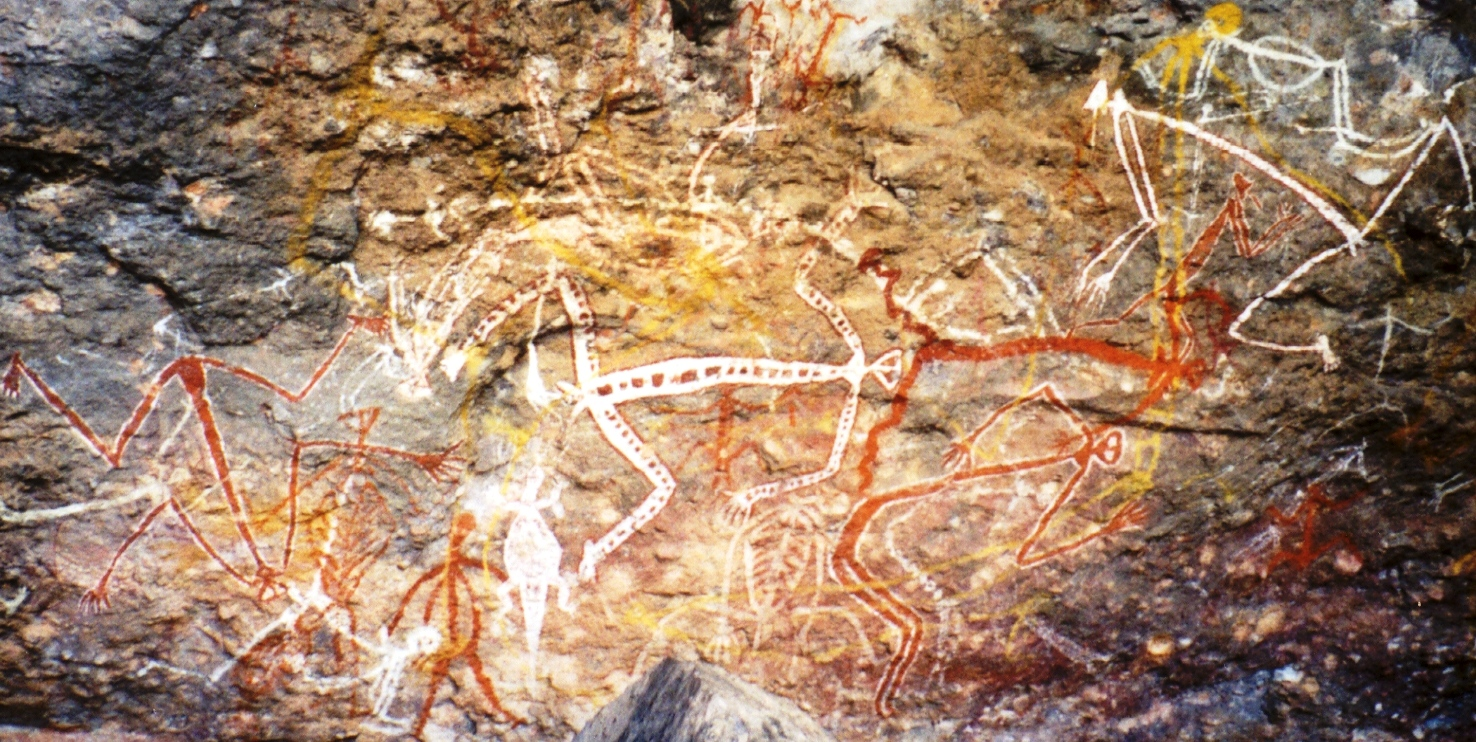
Mimi szellemeket ábrázoló őslakos sziklarajz Burrunguyból, az Anbangbang nevű sziklagalériából

Ubirr, Burrunguy és Nanguluwur az őslakos sziklarajzok nemzetközileg elismert példái. Ezek a helyek jellemzően olyan sziklakiszögellések, melyek évezredeken keresztül biztosítottak menedéket az ausztrál őslakosoknak. A sziklarajzok többféle célból készültek:
- Vadászat – gyakran ábrázoltak állatokat, hogy azok nagy számban elejthetők legyenek, illetve az állatok szellemével való kapcsolat kialakítása révén biztosítsák a vadászat sikerét. Például a tündérszerű mimi szellemek tanították meg az őslakosokat a kenguruk vadászatára és a kenguruhús elkészítésére, továbbá a mimik készítették az első sziklarajzokat, és tőlük tanulták az emberek a festés tudományát. Testük rendkívül vékony és hosszúkás, ezért erős szélben akár el is törhetnek, így idejük nagy részét sziklahasadékokban töltik.[1])
- Vallásos jelentőség – egyes helyeken meghatározott szertartások egyes elemeit jelenítették meg.
- Történetek és tanulás – a világnak alakot adó Teremtő Ősökkel kapcsolatos történeteket festették meg.
- Varázslat és mágia – a rajzokkal eseményeket lehetett irányítani, illetve emberi életeket befolyásolni.
- Szórakozás – játék és gyakorlás céljából.

### Ubirr

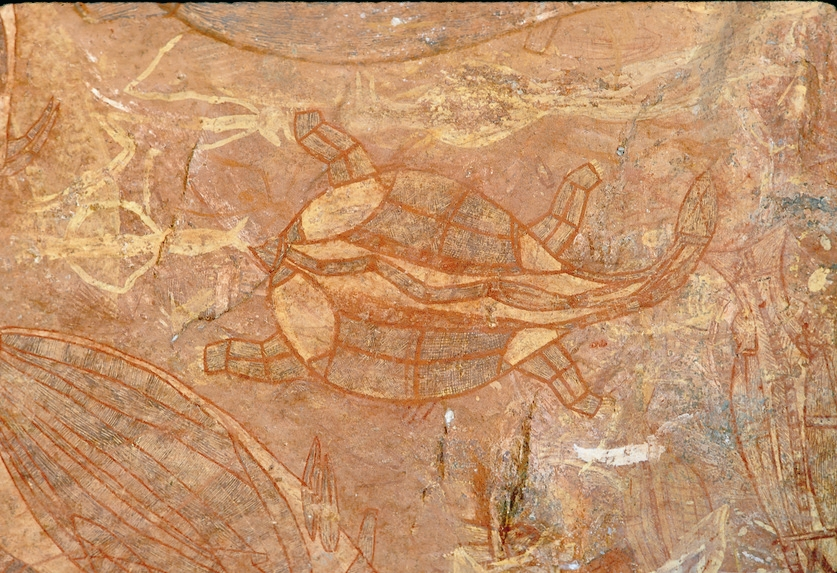
Őslakos sziklarajz, Ubirr

Ubirr sziklás vidék a nemzeti park északkeleti felé, a Nadab ártér szélén. Ubirr szikláiról széles panoráma nyílik az ártér és a meredek sziklafalak felé. Ubirr Jabiruból 40 km-re fekszik, aszfaltozott úton érhető el. A sziklafalakra mintegy 40 ezer éve folyamatos festenek, az eredeti sziklarajzokat több alkalommal újrafestették.  A sziklarajzok többsége körülbelül 2000 éve keletkezett, de olyanok is vannak, amelyek csak a legutóbbi időkben jelentek meg.
A sziklák több hatalmas ereszszerű része tökéletes menedéket nyújtott az őslakosoknak évezredeken keresztül. Ubirr közelsége az East Alligator folyóhoz és a Nadab ártérhez bőséges élelemforrást jelentett, ami a sziklarajzokon is tükröződik. A fő sziklagalérián ábrázolt állatok között megtalálható a barramundi, a harcsa, márna, a varánusz, a kígyónyakú teknős, a kétkarmú teknős, a szirti gyűrűsfarkú-erszényes, a wallaby és az erszényesfarkas; számos példa látható itt a „röntgenkép” stílusban készült festményekre is.
Megjelenik itt a vidék nagy részét megteremtő Szivárványkígyó, a pajkos mimi szellemek, valamint a Namarrgarn nővérek története. Számos, az őslakos sziklarajzokhoz kapcsolódó történet rendkívül összetett, újabb és újabb történetekkel fonódik össze. A történetek eredeti jelentése gyakran már a múlt homályába vész, a cél, hogy tanulságként vagy figyelmeztetésként szolgáljon a fiataloknak, esetleg a területen átutazóknak, megmaradt.
Az úgynevezett Szivárványkígyó Galériát eredetileg kizárólag nők látogathatták, bár ez a szabály a nem őslakos turistákra nem vonatkozik. A hely arról nevezetes, hogy az őslakosok hite szerint az Ausztrália északi részén vezető útja során a Szivárványkígyó, helyi nevén Garranga'rreli is felkereste az Álomidő alatt. Miközben áthaladt ezen a területen, énekével megteremtette a sziklákat, növényeket, állatokat és embereket. Ez az útvonal, avagy a dalvonalak mind a mai napig az Észak-Ausztráliában élő őslakos emberek egyik szent ösvénye.

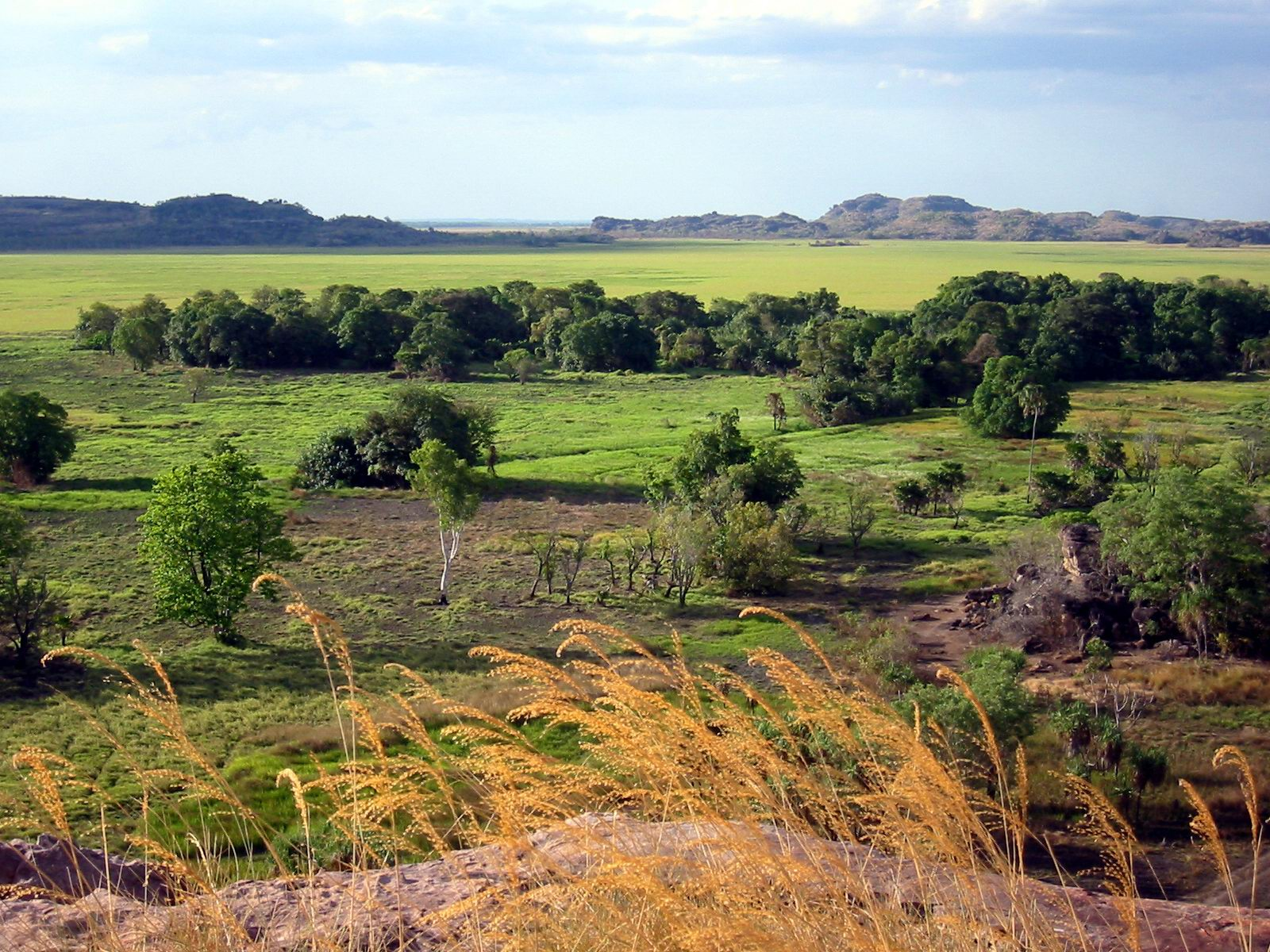
Ubirr
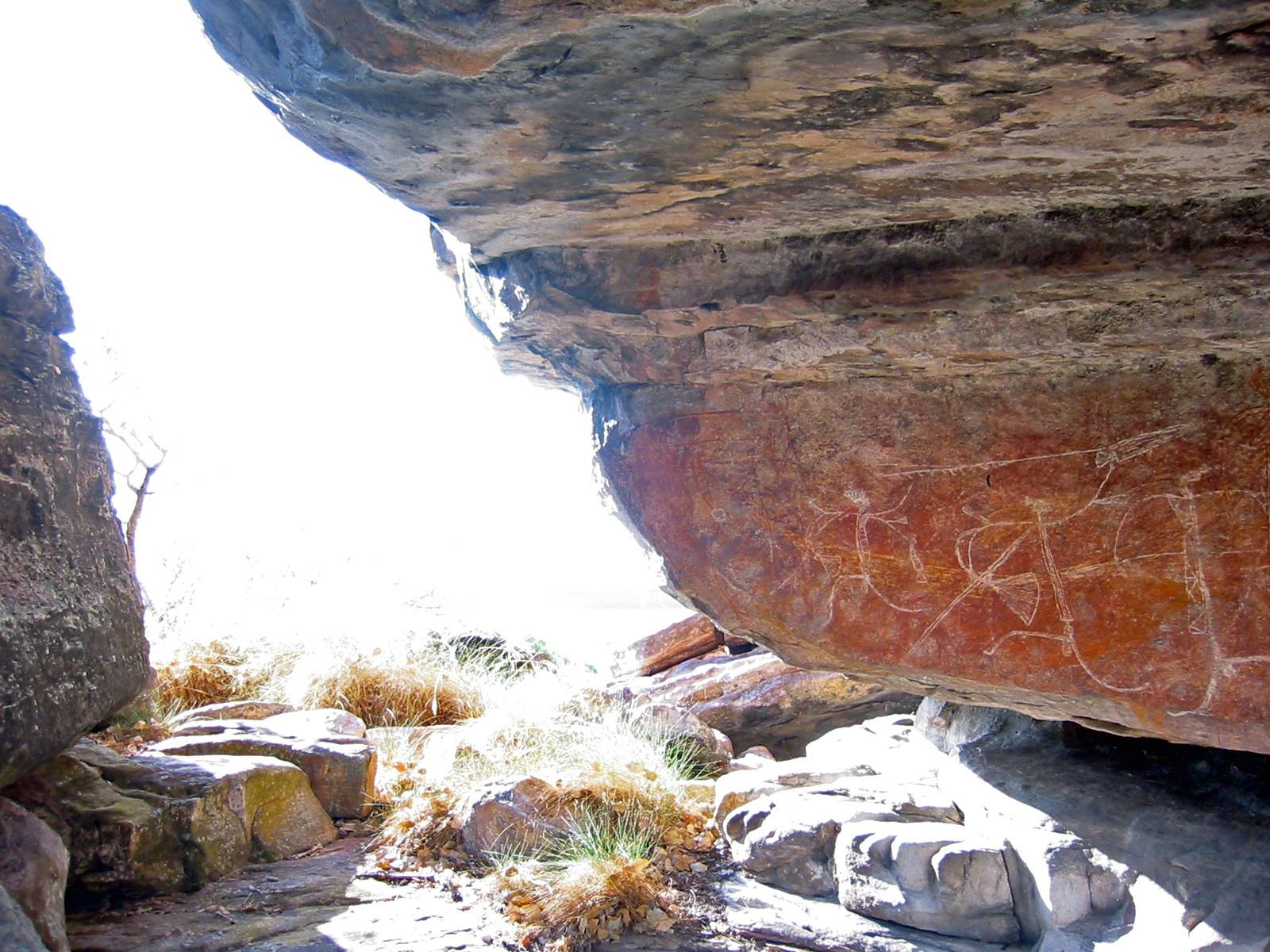
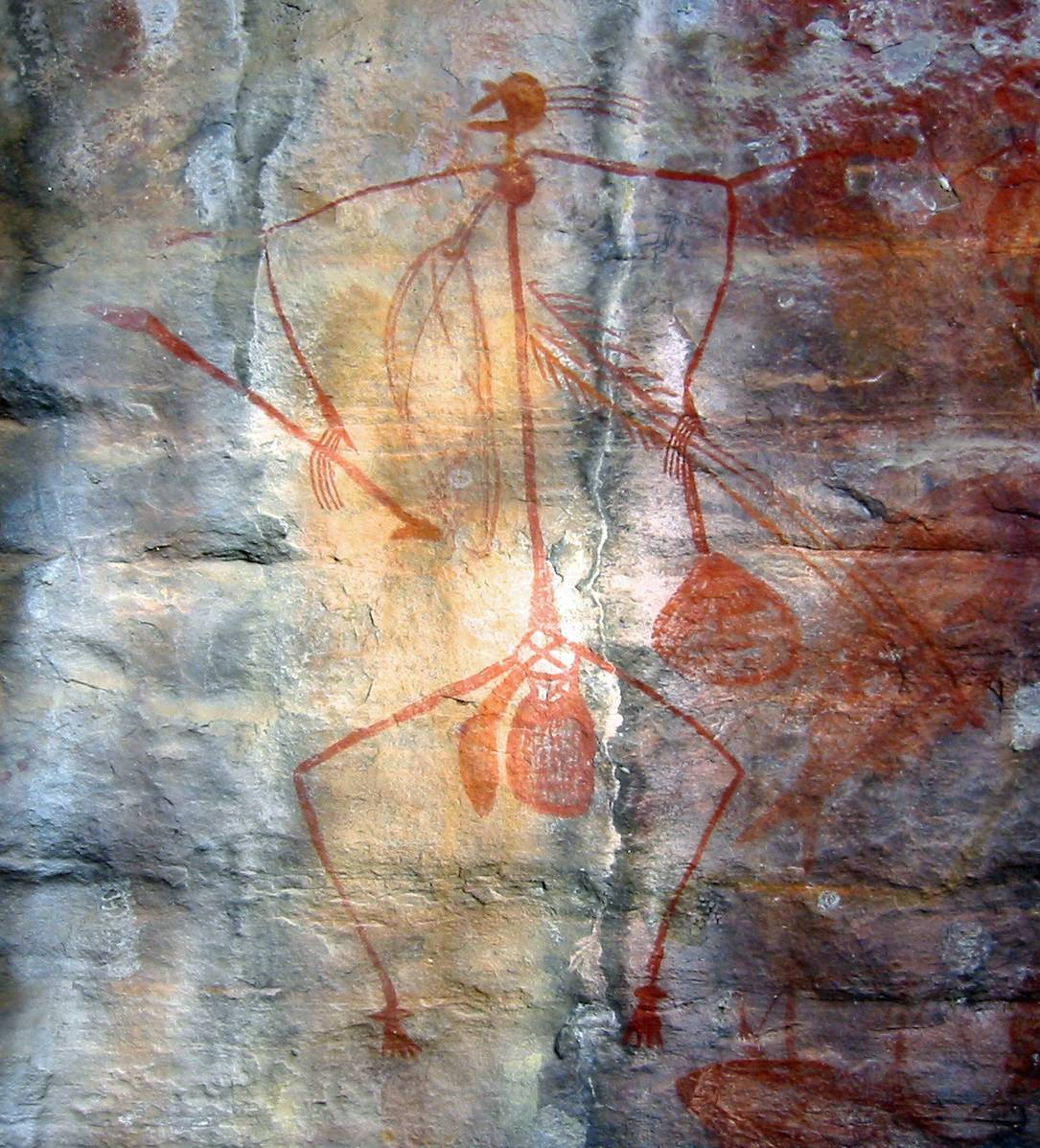

### Burrunguy

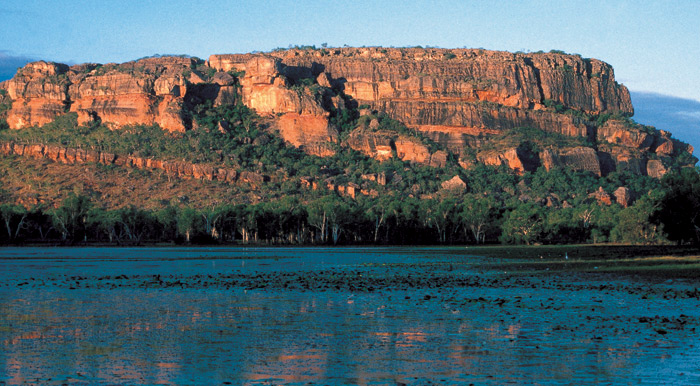
A Nourlangie-szikla

Burrunguy – más néven a Nourlangie-szikla – Arnhem-föld határán fekvő, homokkő sziklaegyüttes. A nagy kiterjedésű sziklás vidéken számos védett hely található, amelyeket ösvények és lépcsők kapcsolnak össze. E menedéket nyújtó helyeken több lenyűgöző festmény található, többségük az Álomidővel, a teremtő ősökkel, valamint a hol férfi, hol női alakot öltő, hatujjú namandi szellemekkel foglalkozik. Az ezekhez kapcsolható történetek többségét kizárólag az őslakosok ismerhetik meg.
A színezőanyagok többségében sárga, fehér és vörös okra. A sziklás vidéken a korai emberi jelenlétet vörös pigmenttel készült emberi kéznyomok jelzik. Burrungui sziklafalain is megjelennek mimi szellemek, valamint a röntgenszerű ábrázolási mód. Ezeken az őslakosok által többségében vörös és fehér okrával készített festményeken az állatoknak látszanak a belső szervei és más anatómiai jellegzetességei.
Burrungui területén számos festményen európai tárgyak láthatók, illetve az állatok kerülnek előtérbe. Több ábrázolást kapott az erszényesfarkas (tasmán tigris), ami a becslések szerint 3500 éve kihalt ezen a területen. Más állatok esetében, például a kenguruknál, több réteget is egymásra festettek, ami segíti a festmények korának és időbeliségének egyébként rendkívül nehéz meghatározását.
Az Anbangbang nevű helyen látható festmények a nemzeti park legnevezetesebb alkotásai közé tartoznak. Az egyik leginkább kidolgozott festmény egy jól ismert, a bardmardi törzshöz tartozó művész, Najombolmi nevéhez kötődik, aki barátaival az 1963–64-es esős évszakban alkotott itt. Az 1895-ben született és 1967-ben elhunyt, sokak által „Barramundi Charlie-ként”  ismert Najombolmiról úgy tartják, hogy Arnhem-föld összesen 46 pontján mintegy 604 festményt készített. Az egyik Najombolmi által készített kép a teremtő lényeket antropomorf alakként ábrázolja: ilyen például az ősi teremtő isten, Namondjuk, valamint mellette fehér csontvázszerű alakként megjelenő Villámember, Namarrgon.

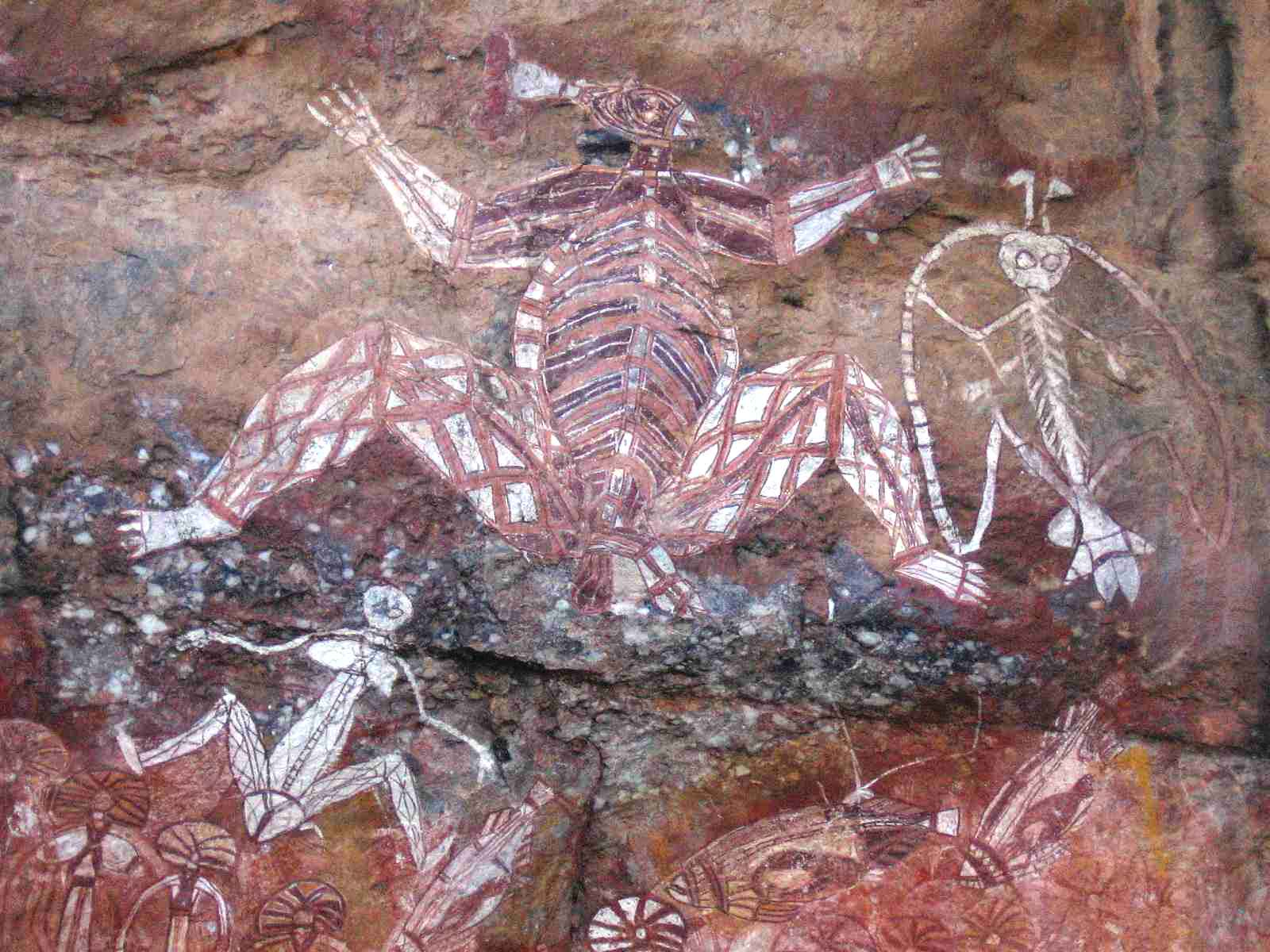
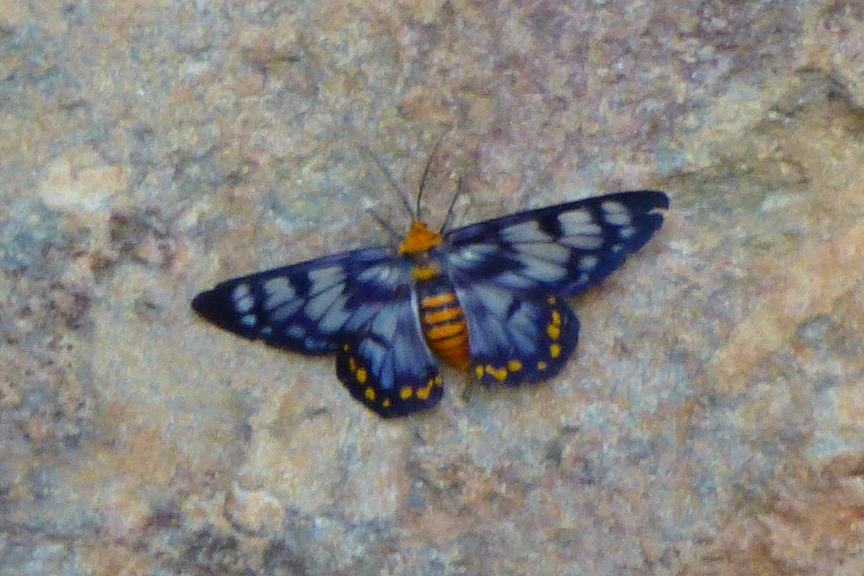
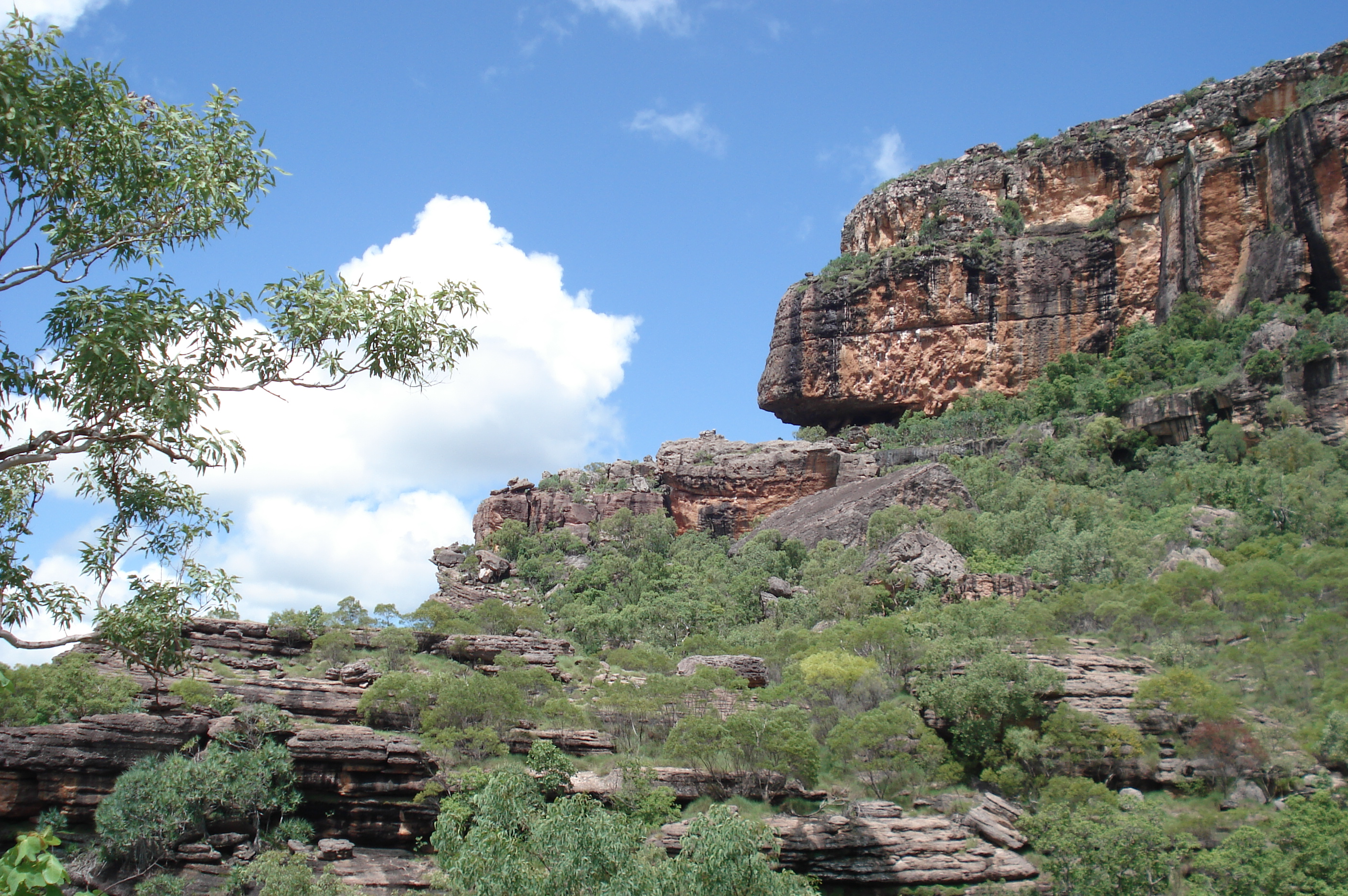
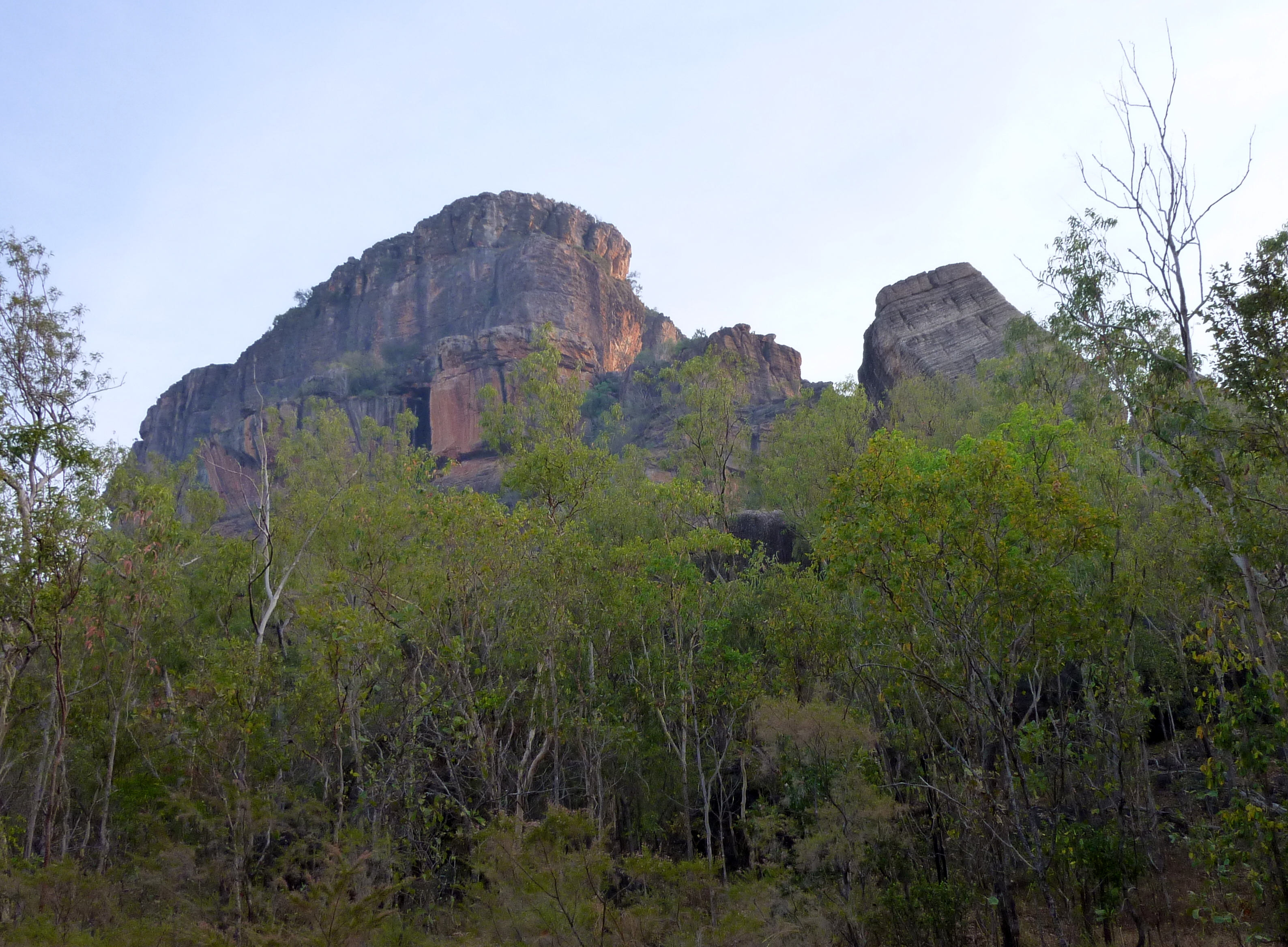
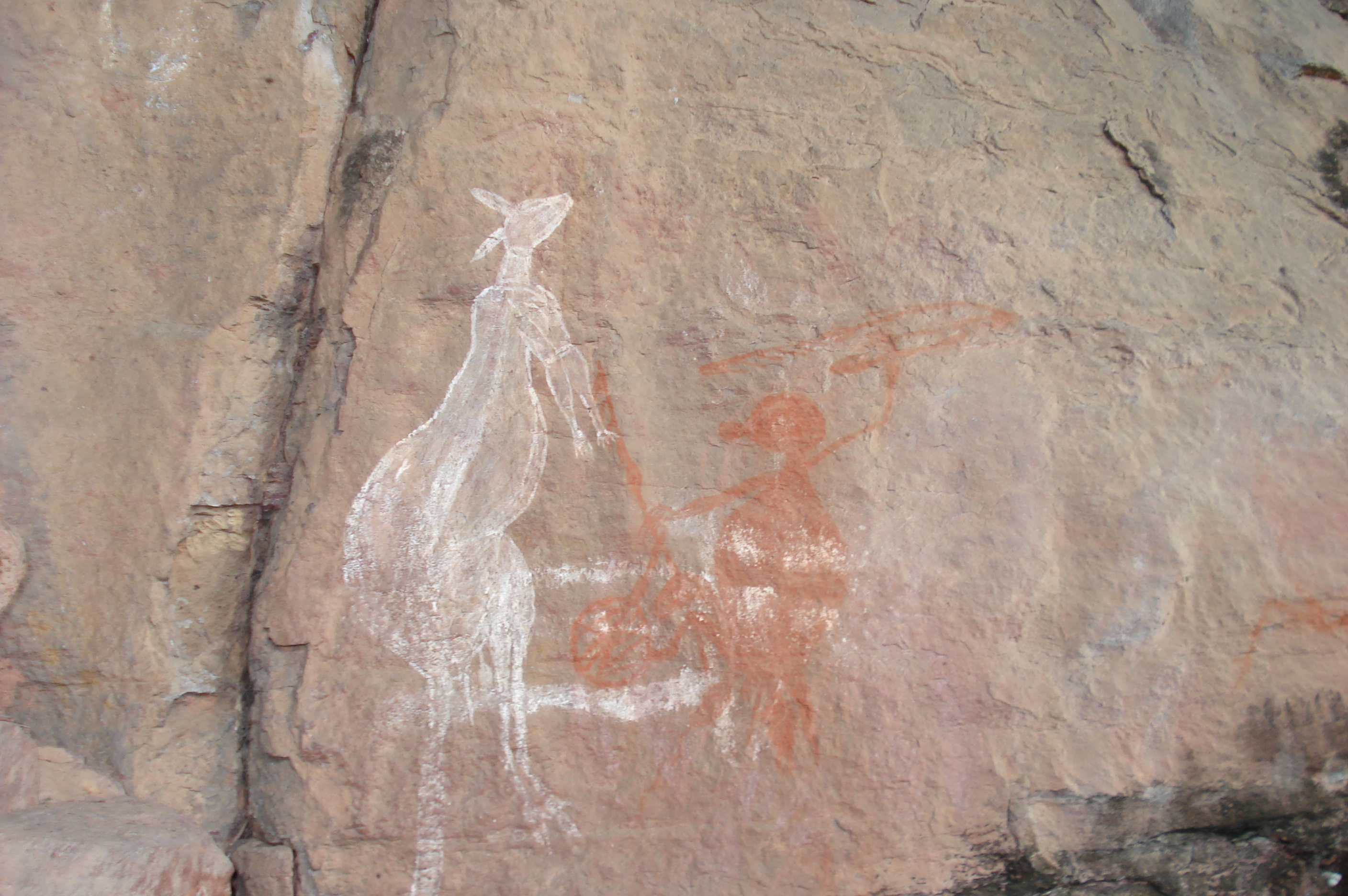
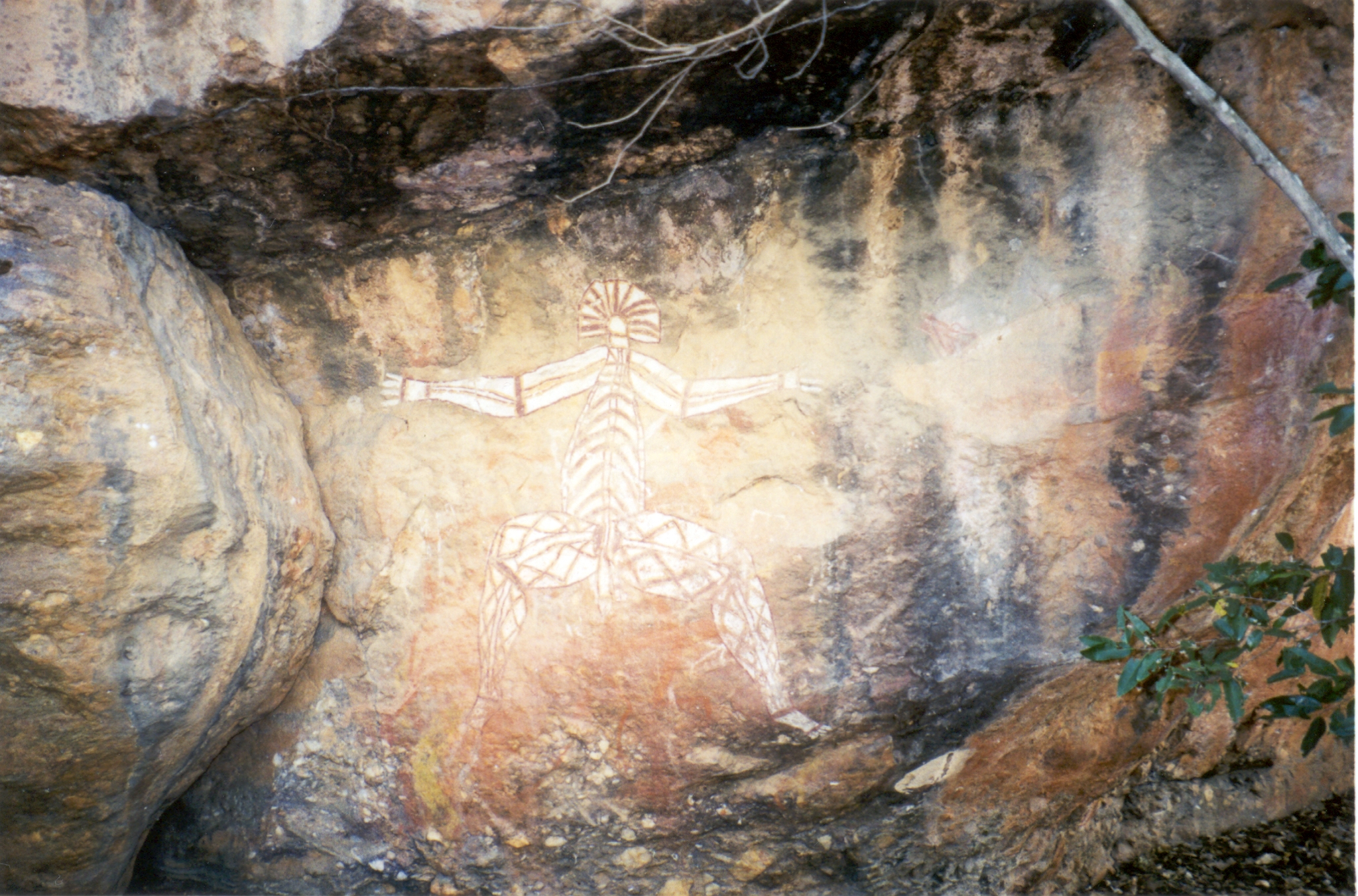

### Nanguluwur
Nanguluwur egy kisebb, változatos stílusú sziklarajzairól híres hely Burrunguy közelében: a kézlenyomatok, nagy fejdíszes emberek kezükben lándzsával és bumeránggal ugyanúgy megtalálhatók itt, mint a namandi szellemek és más mitikus alakok, mint például Alkajko, a négykezű és szarvszerű kitüremkedéseket magán viselő női szellem. A más népekkel való érintkezés érdekes művészeti ábrázolása egy kétárbocos hajó mögötte egy kisebb vitorlással.

## Külső hivatkozások
- A Wikimédia Commons tartalmaz Kakadu Nemzeti Park témájú médiaállományokat.
- Kakadu Nemzeti Park az UNESCO világörökség honlapján(angolul)